# Bundeseisenbahnvermögen
Il Bundeseisenbahnvermögen (BEV) è un'autorità speciale della Repubblica federale di Germania. È stata istituita dall' Eisenbahnneuordnungsgesetz (ENeuOG; Legge sulla riorganizzazione ferroviaria) del 27 dicembre 1993.
Con il suo budget attuale di 7,7 miliardi di euro, è amministrata dal Ministero federale dei trasporti e dal Ministero federale delle finanze. Il BEV è l'autorità superiore di tutti i dipendenti pubblici precedentemente appartenenti alla Deutsche Bundesbahn e alla Deutsche Reichsbahn. Inoltre è responsabile della gestione previdenziale di circa 400.000 ex dipendenti delle ferrovie e gestisce la cassa malati per i dipendenti delle ferrovie. La sua sede principale si trova a Bonn, mentre diversi uffici regionali si trovano in tutta la Germania, suddivisi per regione servita: Est (Berlino), Centro (Francoforte sul Meno con filiale a Saarbrücken), Nord (Hannover con filiale ad Amburgo), Sud Ovest (Karlsruhe con filiale a Stoccarda), Ovest (Colonia con filiale a Essen) e Germania meridionale (Monaco con filiale a Norimberga). 138 persone sono impiegate presso la sede della BEV, 791 presso le varie filiali. Compresi i dipendenti pubblici delegati alla Deutsche Bahn AG per ricoprire le loro precedenti posizioni, la BEV ha (2020) uno staff di circa 1.900 dipendenti. 
Fino alla sua morte, avvenuta il 5 dicembre 2006, il presidente della BEV era Rolf Heine. Dal 1º agosto 2009, Marie-Theres Nonn è presidente della BEV.